# Vicente Risco
Vicente Martínez Risco y Agüero, né le 1er octobre 1884 à Ourense en Galice (Espagne) et mort le 13 avril 1963 dans la même ville, est un intellectuel galicien du XXe siècle de la génération Nós. C'est une des figures les plus importantes et un personnage assez complexe de l'histoire de la littérature galicienne.

## Premières années
Vicente Risco était fils de fonctionnaire. C'était un enfant à la santé délicate. Dès son enfance il est ami Ramón Otero Pedrayo. En 1899 il termine son baccalauréat. Licencié en droit de l'université de Saint-Jacques-de-Compostelle, il obtient un concours de fonctionnaire et un emploi à Ourense.
Au cours de ces années il participe aux causeries, dirigées par  Marcelo Macías dans le cadre d'une Commission sur les monuments, et dans laquelle on retrouve les intellectuels Xulio Alonso Cuevillas ou Arturo Vázquez Núñez, ce qui va influencer la vocation littéraire de Risco. La lecture des auteurs français et anglais "décadents" vont le mettre en contact avec l'occultisme et l'orientalisme, il va ainsi étudier le bouddhisme et s'affilier au théosophisme.
En 1910 Risco, entre à la rédaction du journal local  El Miño. Il y rédige des articles philosophiques, d'actualité sous les pseudonymes  de Rujú Sahib et Polichinela et des articles littéraires sous son nom propre. Il voue une grande admiration à Rabindranath Tagore et le fait connaitre aux cercles de la ville.
En février 1912 Risco fait la connaissance  de  Castelao, et en fait l'éloge dans les discours qu'il publie dans le journal El Miño. Mais Risco restera encore longtemps éloigné du mouvement galléguiste.
En 1913 il s'en va à Madrid pour devenir maitre d'école. Il se fait élève d'Ortega y Gasset, rencontre Ramón Gómez de la Serna et Luis de Hoyos Sáinz, et redevient catholique.
En 1916, ses études terminées, il revient à Ourense comme professeur d'histoire à l'École Normale. En 1917, il fonde avec Arturo Noguerol Román, la revue littéraire La Centuria (La Centurie), qui va devenir grâce aux personnes qui y collaborent un précédent de la revue Nós. Il écrit, plus tard, que la renaissance de la Galice a précisément commencé en 1916.

En 1929, il prend contact avec les régionalistes bretons en écrivant à François Jaffrennou,  l'une des personnalités les plus éminentes du mouvement. Il souligne, dans sa lettre, que "notre pays se vante de son origine celtique" et indique que "le Celtisme pénètre aujourd'hui jusque dans le nom des équipes de football". Il annonce aussi que "prochainement arrivera en Bretagne le peintre Alpphonse R. Castelao en voyage d'études", financé par le Ministère de l'Instruction publique espagnol, car "il veut étudier l'Art populaire breton".

## Idéologie
Fondamentalement Risco se caractérise par son anti-modernisme, sa pensée politique est basée sur la critique de la modernité, qu'il considère comme une décadence et un abandon des formes de vie pures et légitimes. Il exalte l'irrationalité, le mysticisme et la religiosité populaire, et pour cela même il rejette la littérature réaliste. C'est un réticent au parlementarisme pendant la Restauration. Il déprécie la civilisation méditerranéenne et défend le celtisme et l'atlantisme, c'est pourquoi il se tournera vers le Portugal et l'Irlande, cette dernière en particulier à cause de son catholicisme et son combat contre l'impérialisme anglais.
Pour Risco, la Galice véritable, c'est la Galice traditionnelle, celle des paysans et des marins, cette Galice dans laquelle se conserve la « race », le sentiment religieux de la Terre, la Galice mythifiée des temps passés.

## Œuvre littéraire
1. ↑  An Oaled-Le Foyer breton, n° 25-26-27, 1er trimestre, 1929, p. p. 699-700.

## Postérité
- Antón Risco (es) (Antón Martínez-Risco Fernández, 1926-1998)